# Bataille de Fushun
Transition des Ming aux Qing
Batailles
Unification des Jürchens - Fushun - Qinghe - Sarhu - Kaiyuan - Tieling - Xicheng - Shen-Liao - Zhenjiang - She-An - Guangning - Ningyuan - Corée (1627) - Ning-Jin - Jisi - Dalinghe - Wuqiao - Lüshun - Corée (1636) - Song-Jin - Révoltes paysannes - Pékin - Shanhai
La bataille de Fushun fut le premier conflit militaire de la guerre entre les Jürchens de la Dynastie des Jin postérieurs et les chinois de la dynastie Ming. La bataille se termine par une victoire décisive pour les Jin postérieur et aboutit à la prise de Fushun, et de deux autres forteresses voisines, par les Jürchens.

## Situation avant la bataille
Nurhaci, le Khan des Jin postérieurs, voulait attaquer la forteresse de Fushun a cause de ses griefs concernant la politique des Ming envers les tribus Jurchen et des fortes pluies qui avaient ruiné les récoltes de son peuple, ouvrant ainsi la voie à une famine imminente. Nurhaci planifiait une action militaire contre la dynastie Ming depuis plusieurs années, et son premier succès initial est l'aboutissement d'années d'efforts et de planification. Les préparatifs de Nurhaci comprenaient la création de fermes militaires pour lever des troupes et rassembler des fournitures, la distribution de bétail pour augmenter la production agricole et l'abattage d'arbres pour construire des armes de siège et des bâtiments. En attaquant les Ming, Nurhaci espérait consolider sa position de khan parmi les tribus Jurchen récemment assimilées, comme les Haixi .
Fushun, située sur la rivière Hun, à environ 10 kilomètres à l'est de Shenyang, était l'une des 18 forteresses clés établies dans le Liaodong par l'empereur Hongwu, le fondateur de la dynastie Ming. Si le Khan des Jin a choisi cette forteresse en particulier comme cible, c'est en raison de sa proximité avec Hetu Ala, la capitale des Jurchens, et aussi parce qu'elle était isolée et moins bien protégée que les autres forteresses Ming. Son commandant, Li Yongfang, est un commandant de rang intermédiaire qui ne compte qu'environ 1 200 hommes sous ses ordres. Nurhaci est également familier avec le terrain et l'administration de Fushun car, en tant que vassal des Ming, il y avait fait du commerce dans le passé. Il sait que si l'effectif des troupes Ming dans la région est théoriquement de 90 000 hommes, l'administration militaire avait été laxiste, la qualité des soldats était médiocre et les salaires et les rations n'avaient pas été payés depuis plusieurs mois. Sur le plan stratégique, Fushun constituait un bon point de départ pour un assaut des Jin.

## Déroulement de la bataille
Le 7 mai, Nurhaci proclame ses Sept Grandes Causes d'irritation contre les Ming et quitte Hetu Ala, sa capitale, avec 20 000 hommes. L'armée Jin doit composer avec de fortes pluies qui entravent les mouvements des soldats, mais les Jurchens réussissent malgré tout à avancer rapidement et arrivent à Fushun le 9. Dès leur arrivée, les Jin remettent une lettre aux autorités de la ville expliquant que les Jurchen sont là parce que "Ming, votre pays, a aidé les Yehe". La lettre disait :
« S'il y a une bataille, les flèches tirées par nos soldats frapperont tous ceux qui sont en vue. Si vous êtes touché, vous mourrez sûrement. Votre force n'est pas comparable (à la notre). Même si vous mourez au combat, il n'y a pas de profit. Si vous vous rendez, nos soldats n'entreront pas dans la ville. Les soldats qui vous sont attachés bénéficieront d'une protection complète. Mais supposons que nos soldats attaquent et entrent. Les vieux et les jeunes à l'intérieur de la ville seront sûrement en danger, vos salaires officiels vous seront enlevés et vos rangs seront bientôt réduits [pour avoir perdu la bataille].... Si vous vous soumettez sans vous battre, je ne changerai pas du tout votre grand " doro " (principes directeurs ; Ch., li yi). Je vous laisserai vivre comme avant. Je promouvrait non seulement des gens qui ont de grandes connaissances et une grande clairvoyance, mais aussi de nombreuses autres personnes, je leur donnerai des filles en mariage et je m'occuperai d'eux. Je vous donnerai un poste plus élevé que le vôtre et je vous traiterai comme l'un de mes fonctionnaires du premier degré. »
L'armée Jin s'attaque aux murs de la ville avec des échelles de siège et la garnison, qui n'a pas eu le temps de se préparer, est décimée dans des efforts de défense désordonnés. Li Yongfang et son lieutenant, Zhao Yipeng, décident de se rendre à condition que personne ne soit blessé. Nurhaci accepte les conditions et entre dans la ville. Li est nommé commandant dans l'armée Jin et une petite-fille de Nurhaci lui est donnée comme concubine, pour le récompenser du rôle qu'il a joué dans la réduction des pertes des Jin. Li devient le premier d'une série de défections de soldats Ming au profit des Jurchens.
Nurhaci laisse 4 000 hommes derrière lui pour tenir Fushun, pendant qu'il part s'emparer de deux forteresses voisines avec le gros des troupes. Les deux cibles du khan tombent rapidement en son pouvoir. Pendant ce temps, la nouvelle de la perte de Fushun arrive à la Cour des Ming le 12 et un contingent de secours de 10 000 hommes commandé par Zhang Chengyin est envoyé pour reprendre la ville. L'armée Ming arrive le 15 sur place et installe immédiatement trois camps, creuse des tranchées et commença à bombarder la ville au canon. Cependant, les fils de Nurhaci, Hong Taiji et Daišan, sortent des remparts avec leurs soldats et mettent en déroute les forces Ming, leur infligeant de lourdes pertes.
Victorieuse, l'armée Jin retourne à Hetu Ala le 20.

## Conséquences
Par la suite, Li Yongfang combattit comme lieutenant-général aux côtés de Nurhaci et participa à l'invasion du royaume coréen de Joseon par les Jin postérieur. Bien qu'épargné et considéré comme étant l'un des premiers à faire défection, Li perdit la confiance de Nurhaci en 1622, lorsqu'il s'opposa au désir du khan de massacrer tous les réfugiés chinois qui cherchaient à échapper à son pouvoir. Malgré cela, Li restait ambivalent à l'égard des ouvertures des Ming qui essayaient de le réengager dans leur armée. Li Yongfang mourut en 1634 avec le grade de vicomte. Ses neuf fils continuèrent tous à servir le trône impérial.
En réponse à l'agression des Jin, l'empereur Ming Shenzong a nommé Li Rubai commandant du Liaodong, et Yang Hao commissaire aux affaires militaires. Ces deux hommes avaient auparavant servi comme commandants dans l'armée Ming lors des invasions japonaises de la Corée, mais leur piètre performance pendant la guerre avait entraîné leurs rétrogradations. Les choix de Shenzong était donc à la fois compréhensible, car il s'agissait d'anciens combattants, mais aussi compliqué par rapport à la carrière des nouveaux promus. En outre, le père de Li Rubai, Li Chengliang, avait déjà servi comme père de substitution de Nurhaci, après que le père biologique de ce dernier ait été tué pendant un conflit pour la direction des Jurchens de Jianzhou.
Deux autres commandants militaires, Du Song et Liu Ting, ont également reçu l'ordre de se rendre en toute hâte à la frontière nord-est.
La Cour des Ming espérait réunir suffisamment de ressources pour constituer une force de 130 000 hommes, en vue d'une expédition punitive contre les Jin postérieurs. Le ministère de la Guerre a débloqué 200 000 taels d'argent pour le recrutement des soldats et la Cour du Haras Impérial 60.000 taels pour acheter des chevaux de guerre. La Cour des Ming avait également l'intention de construire de nouveaux navires pour le transport militaire, mais elle s'est heurtée à un manque de fonds dans la capitale Ming et a été contraint de réquisitionner des fournitures à Nanjing, la capitale secondaire.
Des problèmes liés à l'administration militaire, tels que les salaires impayés et le manque de fonds, ont également été présentés à l'empereur Shenzong par Bi Sancai, le Ministre de la guerre par intérim. Sancai espérait que Shenzong puiserait dans ses fonds personnels pour financer l'effort de guerre, qui exigeait cinq fois plus que ce que le ministère de la Guerre pouvait réunir seul, mais l'empereur lui répondit que les coffres impériaux étaient vides.